# Margarethenkreuz (Ittenbach)

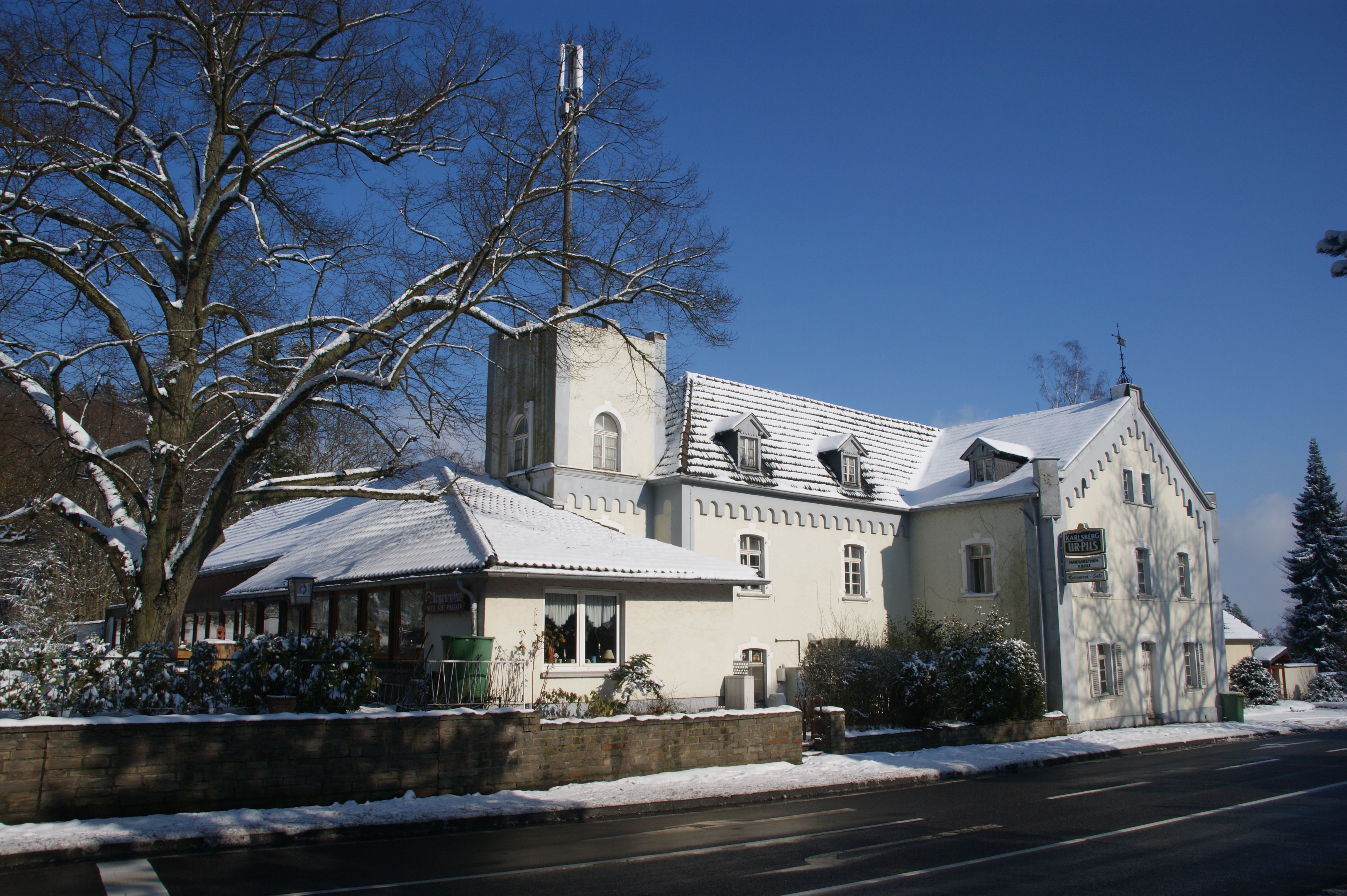
Gaststätte Margarethenkreuz (2009)

Das Margarethenkreuz ist eine als Gaststätte dienende Hofanlage auf der Margarethenhöhe, einem zu Ittenbach gehörenden Ortsteil der Stadt Königswinter im nordrhein-westfälischen Rhein-Sieg-Kreis. Das Gebäude wurde früher als Hotel genutzt und gilt als denkmalwert.

## Lage
Der Gebäudekomplex der Gastwirtschaft (Adresse: Königswinterer Straße 430) liegt auf der passartigen Margarethenhöhe (320 m ü. NHN) an der Nordseite der Landesstraße 331 gegenüber dem Margarethenhof. Nördlich grenzen mehrere Wanderparkplätze an, die sich am Beginn des Aufstiegs zum Großen Ölberg befinden.

## Geschichte
Den Ursprung der vierflügeligen Hofanlage bildet ein Wohnhaus, das im Kern 1844 auf dem Gelände des Guts Margarethenkreuzhof errichtet wurde. Im Jahre 1843 verzeichnete dieser acht Einwohner. Das Wohnhaus wurde bereits damals teilweise als Gaststätte genutzt und erfuhr 1861 eine Erweiterung. 1889 entstand ein knapp 20 m langer Fachwerkbau als Restaurationshalle. 1903 erfolgte die Umbenennung in Margarethenkreuz. Um 1909 wurde in den Gutsgebäuden der Hotelbetrieb aufgenommen, während die Landwirtschaft an Bedeutung verlor. Zu nochmaligen baulichen Erweiterungen kam es mit zunehmendem Tourismus im Siebengebirge in den 1930er- sowie erneut in den 1950er-Jahren. Im Dezember 2021 wurde die Gaststätte nach 178 Jahren in Familienbesitz verkauft und im Oktober 2022 an die neuen Eigentümer übergeben, die den Gastronomiebetrieb nach einer Sanierung fortführen wollen.

## Architektur
Zu dem vierflügeligen Wirtschaftshof gehört ein zweigeschossiges, verputztes Wohnhaus an der Straßenseite. Im Westen des Wohnhauses befindet sich auf quadratischem Grundriss ein dreigeschossiger Turm, dem Zinnen aufgesetzt sind. Das Gebäude ist in Schmuckformen des Historismus gehalten und besitzt Segmentbogenfenster (früher mit Schlagläden), Ecklisenen und Eckwarten sowie Rundbogenfriese. Der Eingang der Gaststätte ist in einen Platanenhof eingebettet.

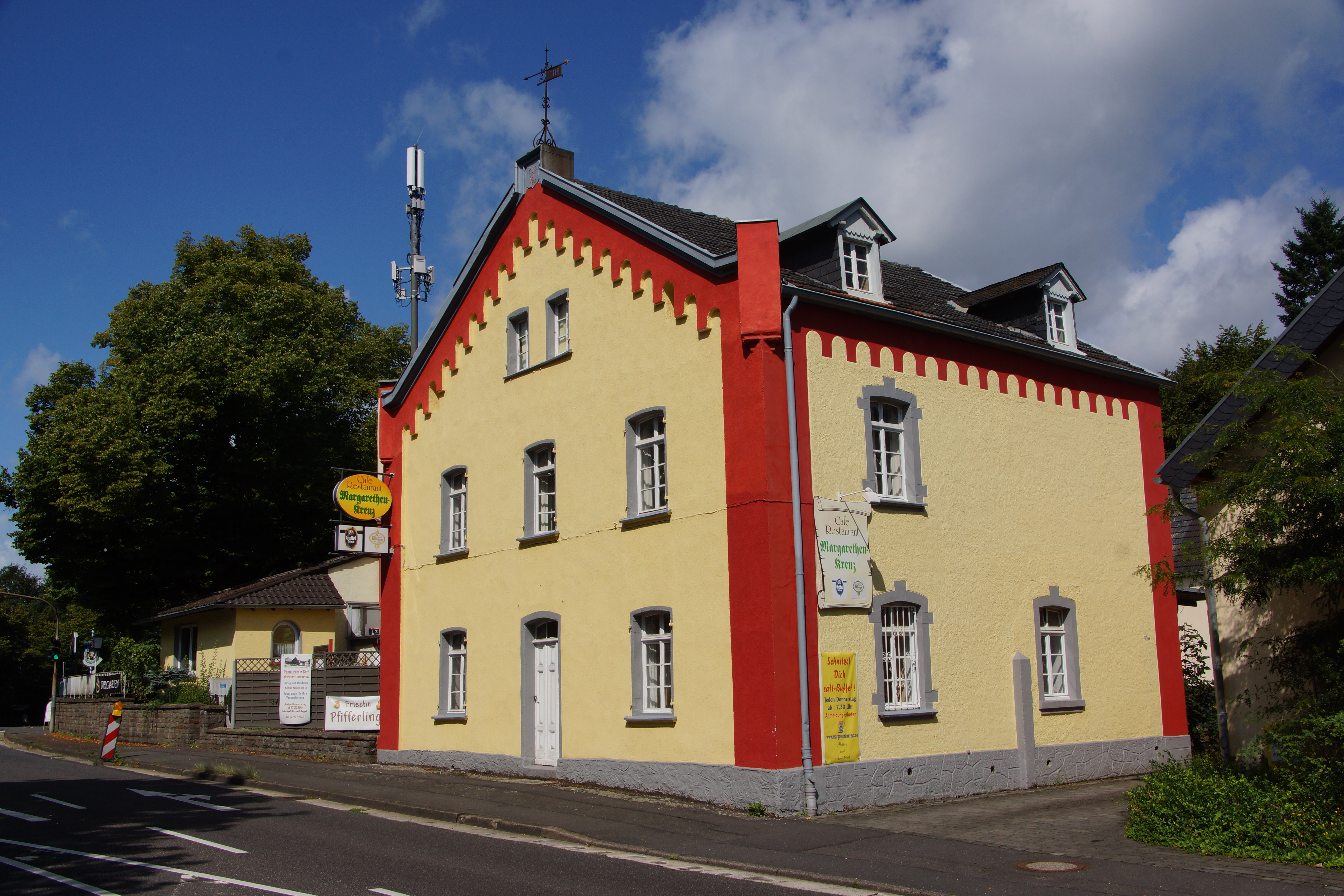
Straßenseitiges Wohnhaus